# Hoz inguinal
La hoz inguinal (también llamada tendón conjunto, área conjunta) es la inserción inferomedial de la aponeurosis del músculo transverso del abdomen, que en ocasiones se encuentra fusionada con la del músculo oblicuo interno del abdomen, llamándose esta suma "tendon conjunto". Del borde inferior del tendón conjunto se desprenden fibras de concavidad lateral, que se fijan en la parte superior del pubis sobre toda la longitud de la cresta pectínea y sobre la espina púbica por detrás del ligamento reflejo (o ligamento de Colles).Estos planos se encuentran íntimamente aplicados los unos contra los otros. Algunas de sus fibras pueden llegar al ligamento inguinal. 
Acorde a Condon y McVay solo existe un verdadero tendón conjunto en el 3% al 5% de la población.